# Ігнатюк Любов Миколаївна
Ігнатюк Любов Миколіївна (08.10.1953, м. Херсон) — вчитель-методист, народний вчитель України. Грамоти та досягнення: орден княгині Ольги III ст., Подяка Президента України. Заслужений вчитель України (2000). Нагороджена Почесними грамотами Міністерства освіти і науки України (2004, 2005, 2006). 

Народный вчитель України (2014р.)
Увійшла до Top 20 вчителів конкурсу Global Teacher Prize Ukraine (2017 р.) https://globalteacherprize.org.ua/finalisti_2017/liubov_ignatiuk/
Основні досягнення: впровадження інноваційних та інформаційних технологій, використанні авторських концепцій, що ґрунтуються на ідеї засвоєння прогресивного соціального та інтелектуального досвіду людства. Розробник власної системи роботи з творчими й обдарованими учнями, заснованої на принципах особистісно орієнтованого навчання.
Ігнатюк Любов Миколаївна створила комплекс методичного забезпечення викладання біології в профільній школі. Має близько 50 науково-методичних публікацій у фаховому методичному журналі «Біологія» видавництва «Шкільний світ» і навчальних посібниках видавництва «Мандрівець».

## Біографія
Народилася 8 жовтня 1953 року в місті Херсон. У 1977 році закінчила Херсонський державний педагогічний інститут ім. Н.Крупськоі. Починала свій педагогічний шлях у Херсонській гемназії № 20